# Federico Mattiello
Federico Mattiello (Barga, 14 luglio 1995) è un calciatore italiano, difensore o centrocampista del Pietrasanta.

## Biografia
Ha praticato il tennis fino all'età di quattordici anni, per poi passare al calcio.

## Caratteristiche tecniche
Preciso nei cross, dotato di un tiro potente nonché di velocità, è un terzino in grado di giocare su entrambe le fasce, che all'occorrenza può ricoprire anche il ruolo di esterno alto.
Calciatore molto promettente agli inizi della carriera, ha avuto un percorso di crescita fortemente condizionato da alcuni gravi infortuni.

## Carriera

### Club
Muove i suoi primi passi da calciatore nel Valdottavo, dove gioca per quattro anni prima di passare alla Lucchese. In seguito entra nel settore giovanile della Juventus, dove con la formazione Primavera vince nel 2013 dapprima la Coppa Italia — realizzando, nella finale di ritorno, la decisiva rete ai pari età del Napoli nei supplementari — e poi la Supercoppa di categoria. Aggregato alla prima squadra, esordisce in Serie A il 9 novembre 2014 in Juventus-Parma (7-0), sostituendo Marchisio nel finale di gara; complice l'espulsione di Padoin, viene schierato nuovamente la settimana successiva contro la Lazio.
Il 2 febbraio 2015 passa in prestito al Chievo. Esordisce con i clivensi il 15 dello stesso mese contro la Sampdoria, sostituendo Schelotto al 66'. Si conquista in breve un posto da titolare nell'undici clivense, tuttavia l'8 marzo seguente, a seguito di un contrasto con il romanista Nainggolan, riporta una frattura esposta di tibia e perone che lo tiene lontano dai campi per sette mesi, chiudendo anzitempo la sua prima stagione da professionista. Il 3 luglio 2015 il Chievo si accorda con la Juventus per il rinnovo del prestito del giocatore.
Torna in campo il 19 ottobre seguente, giocando da titolare a Marassi nella sfida persa 3-2 in casa del Genoa. Solo tre giorni dopo, tuttavia, dopo uno scontro di gioco in allenamento subisce una nuova frattura, questa volta composta, della stessa gamba giá infortunatasi nel precedente marzo.
Dopo aver trascorso la stagione 2016-2017 nei ranghi della Juventus, non scendendo mai in campo in quanto alle prese col recupero dall'infortunio, il 3 luglio 2017 viene ceduto a titolo temporaneo alla neopromossa SPAL, con cui colleziona 17 presenze nella prima metà di campionato; il 31 gennaio 2018 viene ceduto a titolo definitivo all'Atalanta, che contestualmente lo lascia in prestito a Ferrara fino al termine della stagione.
Terminata l'esperienza con gli estensi, il 20 luglio 2018 la società bergamasca lo dirotta in prestito al Bologna. Con la maglia rossoblù, il successivo 23 settembre mette a segno il suo primo gol in carriera, aprendo le marcature nella vittoria casalinga di campionato sulla Roma (2-0). Tornato a Bergamo a fine stagione, il 10 luglio 2019 viene ceduto, nuovamente in prestito, al Cagliari. Il 15 settembre 2020 viene ceduto ancora in prestito, questa volta allo Spezia neopromosso in massima serie, con cui raggiunge la salvezza.
Nella stagione 2021-2022 milita nei ranghi dell'Atalanta, senza tuttavia maturare presenze in maglia nerazzurra, prima di essere ceduto nel mercato di gennaio all'Alessandria, in Serie B, dove chiude l'annata.
Concluso il suo contratto con la società orobica, il 5 settembre 2022 si accorda con gli olandesi del Go Ahead Eagles, club di Eredivisie. Quattro giorni dopo, esordisce nel campionato olandese, subentrando nei minuti finali della vittoriosa trasferta contro il Volendam. Tuttavia, dopo aver collezionato alcune presenze con la squadra giallorossa lungo la stagione, il 5 maggio 2023 risolve il proprio contratto di comune accordo con la società, a causa di ragioni personali.
Nell'immediato rimane svincolato, tornando in Italia e allenandosi nei mesi seguenti coi dilettanti del Pietrasanta, in attesa di un contratto; quindi nel febbraio 2024 accetta l'offerta della Cuoiopelli, ripartendo dal campionato toscano di Eccellenza. A giugno viene ingaggiato dal Pietrasanta.

### Nazionale
Conta 18 apparizioni con le nazionali giovanili azzurre: 6 gare e una rete (l'unica con la maglia azzurra, siglata contro i pari età dell'Ucraina il 16 ottobre 2010) con l'Under-16, 8 presenze con l'Under-17 e 4 con l'Under-20.

## Statistiche

### Presenze e reti nei club
Statistiche aggiornate al 5 maggio 2023.
| Stagione        | Squadra         | Campionato      | Campionato | Campionato | Coppe nazionali | Coppe nazionali | Coppe nazionali | Coppe continentali | Coppe continentali | Coppe continentali | Altre coppe | Altre coppe | Altre coppe | Totale | Totale |
| Stagione        | Squadra         | Comp            | Pres       | Reti       | Comp            | Pres            | Reti            | Comp               | Pres               | Reti               | Comp        | Pres        | Reti        | Pres   | Reti   |
| --------------- | --------------- | --------------- | ---------- | ---------- | --------------- | --------------- | --------------- | ------------------ | ------------------ | ------------------ | ----------- | ----------- | ----------- | ------ | ------ |
| 2014-gen. 2015  | Juventus        | A               | 2          | 0          | CI              | 1               | 0               | UCL                | 0                  | 0                  | SI          | 0           | 0           | 3      | 0      |
| gen.-giu. 2015  | Chievo          | A               | 3          | 0          | CI              | -               | -               | -                  | -                  | -                  | -           | -           | -           | 3      | 0      |
| 2015-2016       | Chievo          | A               | 1          | 0          | CI              | 0               | 0               | -                  | -                  | -                  | -           | -           | -           | 1      | 0      |
| Totale Chievo   | Totale Chievo   | Totale Chievo   | 4          | 0          |                 | 0               | 0               |                    | -                  | -                  |             | -           | -           | 4      | 0      |
| 2016-2017       | Juventus        | A               | 0          | 0          | CI              | 0               | 0               | UCL                | 0                  | 0                  | SI          | 0           | 0           | 0      | 0      |
| Totale Juventus | Totale Juventus | Totale Juventus | 2          | 0          |                 | 1               | 0               |                    | 0                  | 0                  |             | -           | -           | 3      | 0      |
| 2017-2018       | SPAL            | A               | 29         | 0          | CI              | 1               | 0               | -                  | -                  | -                  | -           | -           | -           | 30     | 0      |
| 2018-2019       | Bologna         | A               | 17         | 1          | CI              | 2               | 0               | -                  | -                  | -                  | -           | -           | -           | 19     | 1      |
| 2019-2020       | Cagliari        | A               | 18         | 0          | CI              | 0               | 0               | -                  | -                  | -                  | -           | -           | -           | 18     | 0      |
| 2020-2021       | Spezia          | A               | 1          | 0          | CI              | 1               | 0               | -                  | -                  | -                  | -           | -           | -           | 2      | 0      |
| 2021-gen. 2022  | Atalanta        | A               | 0          | 0          | CI              | 0               | 0               | UCL                | 0                  | 0                  | -           | -           | -           | 0      | 0      |
| gen.-giu. 2022  | Alessandria     | B               | 12         | 0          | CI              | 0               | 0               | -                  | -                  | -                  | -           | -           | -           | 12     | 0      |
| 2022-2023       | Go Ahead Eagles | ED              | 6          | 0          | KB              | 1               | 0               | -                  | -                  | -                  | -           | -           | -           | 7      | 0      |
| Totale carriera | Totale carriera | Totale carriera | 89         | 1          |                 | 6               | 0               |                    | 0                  | 0                  |             | 0           | 0           | 95     | 1      |

## Palmarès

### Club

#### Competizioni giovanili
- Coppa Italia Primavera: 1

Juventus: 2012-2013
- Supercoppa Primavera: 1

Juventus: 2013

#### Competizioni nazionali
- Campionato italiano: 1

Juventus: 2016-2017
- Coppa Italia: 1

Juventus: 2016-2017